# Господин Никой (филм, 1969)
Вижте пояснителната страница за други значения на Господин Никой.
„Господин Никой“ е български игрален филм (криминален) от 1969 година на режисьора Иван Терзиев по сценарий на Богомил Райнов. Оператор е Димо Коларов. Музиката във филма е композирана от Георги Генков.

## Сюжет
Екранизация по едноименния роман на Богомил Райнов. В западноевропейска държава е прехвърлен със строго секретна задача българският разузнавач Емил Боев. Непрекъснато подозиран и постоянно преследван, намиращ се всеки момент на косъм от смъртта, той изпълнява дълга си. Осуетена е поредната провокация.

## Състав

### Актьорски състав
| Изпълнител                                          | Роля              |
| --------------------------------------------------- | ----------------- |
| Коста Цонев                                         | Емил Боев         |
| Марита Бьоме                                        | Вивиан            |
| Георги Черкелов                                     | Кралев            |
| Северина Тенева                                     | Лида              |
| Заслужил артист: Асен Миланов                       | Марин Младенов    |
| Искра Хаджиева                                      | Мери Ламур        |
| Заслужил артист: Андрей Чапразов                    | Димов             |
| Стефан Илиев                                        | Алберт            |
| Петър Пенков                                        | човекът на Дъглас |
| Никола Анастасов                                    | Харис             |
| Петър Димов                                         |                   |
| Михаил Михайлов (не е посочен в надписите на филма) | Дъглас            |
| Иван Дорин (не е посочен в надписите на филма)      |                   |
| Ангел Алексиев (не е посочен в надписите на филма)  |                   |
| Милко Желязков (не е посочен в надписите на филма)  |                   |

### Творчески и технически екип
| Сценарий           | Богомил Райнов                                                              |
| Режисьор           | Иван Терзиев                                                                |
| Оператор           | Заслужил артист: Димо Коларов                                               |
| Художници          | Константин Джидров Искра Личева                                             |
| Музика             | Георги Генков                                                               |
| Звукооператор      | Митхен Андреев                                                              |
| Редактор           | Свобода Бъчварова                                                           |
| Монтаж             | Криша Вазова Богдана Атанасова                                              |
| Грим               | Мария Търкаланова                                                           |
| Асистент-режисьори | Антон Маринов Дора Тодорова Венета Станева                                  |
| Асистент-оператори | Константин Чернев Радослав Спасов                                           |
| Осветление         | Васил Кайзеров                                                              |
| Организатори       | Людмил Милев Христо Николов                                                 |
| Реквизит           | Йордан Георгиев                                                             |
| Техник на записа   | Митко Москов                                                                |
| Директор           | Кирил Киров                                                                 |
| Музиката изпълнява | Оркестър „София“ при СГНС Диригент – Емил Георгиев                          |
| Distributed by     | Национален филмов център Студия за игрални филми „СОФИЯ“ /Copyright © 1969/ |